# Сан Ђорђо су Лењано
Сан Ђорђо су Лењано (итал. San Giorgio su Legnano) је насеље у Италији у округу Милано, региону Ломбардија.
Према процени из 2011. у насељу је живело 6725 становника. Насеље се налази на надморској висини од 199 м.

## Географија
| Клима (Сан Ђорђо су Лењано) | Клима (Сан Ђорђо су Лењано) | Клима (Сан Ђорђо су Лењано) | Клима (Сан Ђорђо су Лењано) | Клима (Сан Ђорђо су Лењано) | Клима (Сан Ђорђо су Лењано) | Клима (Сан Ђорђо су Лењано) | Клима (Сан Ђорђо су Лењано) | Клима (Сан Ђорђо су Лењано) | Клима (Сан Ђорђо су Лењано) | Клима (Сан Ђорђо су Лењано) | Клима (Сан Ђорђо су Лењано) | Клима (Сан Ђорђо су Лењано) | Клима (Сан Ђорђо су Лењано) |
| Показатељ \ Месец           | .Јан.                       | .Феб.                       | .Мар.                       | .Апр.                       | .Мај.                       | .Јун.                       | .Јул.                       | .Авг.                       | .Сеп.                       | .Окт.                       | .Нов.                       | .Дец.                       | .Год.                       |
| --------------------------- | --------------------------- | --------------------------- | --------------------------- | --------------------------- | --------------------------- | --------------------------- | --------------------------- | --------------------------- | --------------------------- | --------------------------- | --------------------------- | --------------------------- | --------------------------- |
| Апсолутни максимум, °C (°F) | 21,0 (69,8)                 | 24,4 (75,9)                 | 25,4 (77,7)                 | 28,0 (82,4)                 | 30,7 (87,3)                 | 34,3 (93,7)                 | 37,0 (98,6)                 | 35,8 (96,4)                 | 33,9 (93)                   | 28,1 (82,6)                 | 22,8 (73)                   | 21,1 (70)                   | 37 (98,6)                   |
| Средњи максимум, °C (°F)    | 6,1 (43)                    | 8,6 (47,5)                  | 13,1 (55,6)                 | 17,0 (62,6)                 | 21,3 (70,3)                 | 25,5 (77,9)                 | 28,6 (83,5)                 | 27,6 (81,7)                 | 24,0 (75,2)                 | 18,2 (64,8)                 | 11,2 (52,2)                 | 6,9 (44,4)                  | 28,6 (83,5)                 |
| Средњи минимум, °C (°F)     | −4,4 (24,1)                 | −2,5 (27,5)                 | 0,4 (32,7)                  | 4,3 (39,7)                  | 9,0 (48,2)                  | 12,6 (54,7)                 | 15,3 (59,5)                 | 14,8 (58,6)                 | 11,5 (52,7)                 | 6,4 (43,5)                  | 0,7 (33,3)                  | −3,6 (25,5)                 | −4,4 (24,1)                 |
| Апсолутни минимум, °C (°F)  | −18,0 (−0,4)                | −15,6 (3,9)                 | −12,2 (10)                  | −6,1 (21)                   | −5,2 (22,6)                 | 0,6 (33,1)                  | 4,7 (40,5)                  | 4,7 (40,5)                  | 0,5 (32,9)                  | −5,3 (22,5)                 | −13,6 (7,5)                 | −15,2 (4,6)                 | −18 (−0,4)                  |
| Количина падавина, mm (in)  | 67,5 (26,57)                | 77,1 (30,35)                | 99,7 (39,25)                | 106,3 (41,85)               | 132,0 (51,97)               | 93,3 (36,73)                | 66,8 (26,3)                 | 97,5 (38,39)                | 73,2 (28,82)                | 107,4 (42,28)               | 106,3 (41,85)               | 54,6 (21,5)                 | 1.081,7 (425,86)            |
| [ тражи се извор ]          |                             |                             |                             |                             |                             |                             |                             |                             |                             |                             |                             |                             |                             |

## Становништво
| 1931. | 1936. | 1951. | 1961. | 1971. | 1981. | 1991. | 2001. | 2011. |
| ----- | ----- | ----- | ----- | ----- | ----- | ----- | ----- | ----- |
| 3.720 | 3.881 | 4.711 | 5.454 | 6.044 | 6.053 | 6.234 | 6.173 | 6.730 |